# ロングウッズの戦い
ロングウッズの戦い（ロングウッズのたたかい、英: Battle of Longwoods）は、米英戦争3年目の1814年3月4日、カナダの現在はオンタリオ州サウスウェストミドルセックスのウォーズビル近くで起きた戦闘である。アメリカ軍騎馬部隊が、イギリス軍正規兵、カナダ民兵の志願兵、およびインディアンによる迎撃部隊を破ったものである。

## 背景
1813年10月、エリー湖の湖上戦でアメリカ海軍が勝利した後、ウィリアム・ハリソン将軍が指揮するアメリカ陸軍はこの戦争初期にイギリス軍に奪われていたデトロイトを回復し、オンタリオ州アマーストバーグでは放棄されていたイギリス軍マルデン砦を占領し、さらにテムズの戦いで撤退中のイギリス軍とインディアンの部隊を破った。イギリス軍は、アメリカ軍がこの勝利に付け込んで、オンタリオ湖西端にあるバーリントンの陣地を襲うのではないかと恐れたが、ハリソン軍の方でも大半の兵士が徴兵期限の切れるときにあたり、アメリカ軍が後退した。
その後の数か月間、アマーストバーグとバーリントンの間約200マイル (320 km) は「無人地帯」となり、カナダの民兵隊が時としてアメリカ軍襲撃隊や斥候部隊と小競り合いを演じる程度だった。1813年12月遅く、イギリス軍はアマーストバーグとバーリントンのほぼ中間、デラウェアに前進基地を築き、さらにエリー湖岸のポートタルボットも基地とした。12月23日、デラウェア基地の守備隊がチャタム近くの小さなアメリカ軍前進基地を急襲し、占領した。
アマーストバーグのアメリカ軍指揮官は、第28歩兵連隊のアンソニー・バトラー中佐だった。バトラーはアンドリュー・ホームズ大尉指揮の遠征隊を派遣し、状況が許せば、イギリス軍のそれら2つの基地の1つを占領することとした。この遠征隊は第24、第26、第27および第28アメリカ歩兵連隊からの騎馬分遣隊と、6ポンド砲2門で構成され、さらに後にミシガンから幾らかのレンジャーと民兵竜騎兵が合流した。正規兵を含むこの襲撃隊は寒さ対策にバックスキンの服を着て、ライフル銃とトマホークで武装していた。

## アメリカ軍襲撃隊の挙動
ホームズは2月21日にアマーストバーグを出発し、エリー湖岸に沿って移動した。地面は柔らかく、ポイント・オ・ペレーでは6ポンド砲2門を放棄するしかなくなった。カナダ人民兵の幾らかと衝突して、カナダ兵が逃亡した後、ホームズはその民兵がポートタルボットの守備隊に警告を入れると判断し、デラウェアの基地に向かうことにした。3月2日、デラウェアから15マイル (24 km) 以内まで近づいていたが、寒さと飢え、さらに病気で部隊の勢力は180名から164名まで減っていた。イギリス軍は実際にアメリカ軍の存在を警告されており、カナダ人の脱落者からは、デラウェアから300名が出撃して、ホームズ隊から1時間の行軍距離に居ることを知らされた。ホームズはミシガン・レンジャーを後衛として残し、本体はトウェンティマイル・クリークまで5マイル (8 km) 後退した。ミシガン兵は、イギリス軍の先遣隊であるコールドウェルのレンジャーと小競り合いを行ったあと、後退して来た。
ホームズは部下の数人から更なる後退を進められたが、その陣地を守ることに決めた。クリークに架かる橋を見下ろす丘に陣地を占め、U字型の逆茂木で防御工作を行った（倒木や大枝が使われた）。
3月4日早朝、コールドウェルのレンジャーがアメリカ兵と短時間交戦し、続いて退却すると見せかけて、アメリカ軍を陣地から誘い出そうとした。実際にホームズは5マイル (8 km) も追跡したが、ミシガンの民兵竜騎兵がイギリス軍は待ち伏せしていると警告したので、急ぎ陣地まで戻った。

## 戦闘
イギリス軍全軍がアメリカ軍の後に続き、その日午後5時にトウェンティマイル・クリークに到着した。この部隊は正規兵2個中隊（第1歩兵連隊第1大隊の軽装歩兵中隊101名と、第89歩兵連隊第2大隊の軽装歩兵中隊45名）、常備民兵2個部隊（ロイヤル・ケント志願兵隊とコールドウェルのウェスタンレンジャー隊50名）、およびインディアン44名（ソーガナシュ、別名ビリー・コールドウェルが指揮するワイアンドット族とポタワトミ族）で構成されていた。総勢では約240名だった。デラウェアのイギリス軍指揮官は第1歩兵連隊のステュワート大尉であり、戦闘を予測しておらず、エセックス民兵隊のマシュー・エリオット大佐と会談するために部隊を離れていたので、第89連隊のジェイムズ・ルイス・バスデン大尉が指揮していた。
バスデンは地形に付いて大まかにしか分かっておらず、アメリカ軍の勢力についてもレンジャーが偵察した情報を得ていただけだったが、それでも即座に攻撃を始めた。レンジャーと志願兵には北からアメリカ軍の側面に向かわせ、インディアンには南から向かわせ、自身は直接アメリカ軍陣地の正面に対して正規兵を率いた。レンジャー、民兵、インディアンはアメリカ軍陣地の射程外からクリークを渡り、側面との小競り合いを始めた。正規兵はアメリカ軍の中央に対する攻撃を開始したが、あまり効果は無かった。続いてバスデンはアメリカ軍陣地に対する突撃を率いた。イギリス軍が橋に向かって前進すると、狭い道のために1列縦隊のようになり、アメリカ軍がそこに一斉射撃を行ったので、先頭部隊を刈り取るような形になった。
バスデンは橋を渡った後になって逆茂木の存在に気付いたが、それでも丘を登って突撃隊を率いた。イギリス軍は激しい銃火の下で凍った斜面を登ることができず、打ち倒された。バスデン自身も脚を負傷し、第1歩兵連隊の軽装歩兵中隊を率いていたジョンストン大尉が戦死した。その後イギリス軍正規兵はクリークが流れる谷に後退し、木の背後からマスケット銃を発砲して、丘の上からアメリカ軍を駆逐しようとしたが、高みから来るアメリカ軍の銃弾によって、大きな損失を出した。
側面では、インディアンが前進できないでいた。レンジャーの方は幾らか成功したが、アメリカ軍陣地に乗り込むには勢力が少なすぎた。暗闇が訪れ、午後6時半頃、このとき第89歩兵連隊第2大隊のミルズ少尉が指揮していたイギリス軍全軍が退却した。
イギリス軍の損失は戦死14名、負傷51名、負傷後の捕虜1名、不明1名だった。アメリカ軍は戦死4名、負傷3名だった。

## 戦いの後

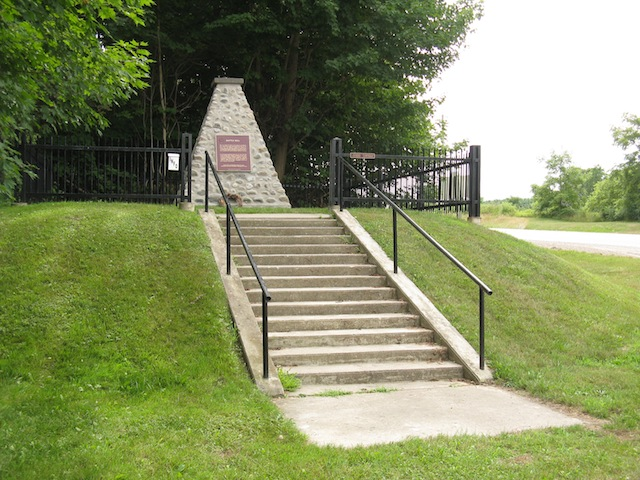
バトルヒル国定歴史史跡、連邦政府のケルンと銘板で記されている

ホームズはバスデンの部隊を破ったが、勢力では劣っていることが分かっており、デラウェアのイギリス軍基地を占領できないと判断した。午後9時トウェンティマイル・クリークの陣地を放棄して、デトロイトに戻った。イギリス軍もデラウェアの前進基地を放棄した。
しかし、ポイント・オ・ペレーでホームズが放棄した6ポンド砲2門は、後に地元カナダ民兵隊である、ロイヤル・エセックス志願兵隊が発見した。この志願兵隊は砲架を破壊し、砲身を沼地の黒い灰の中に隠した。それらは戦争終了までそのままになっていた。
ホームズは少佐に昇進したが、数か月後のマキナック島の戦いで戦死した。バスデンは怪我から快復し、後のランディーズ・レーンの戦いに参加した。この年の末には、第89歩兵連隊第2大隊の残り部隊を暫定的に指揮していた。戦後、第一次イギリス・ビルマ戦争に参戦し、カナダの1937年蜂起のときはカナダに戻った。その後バス勲章を叙された。
現在のアメリカ陸軍には、この戦闘に参戦したアメリカ軍部隊の後継部隊であるとする部隊が8個存在する。
戦場跡は1924年にカナダ国定史跡に指定された。